# لنسنغ مخطط
لنسنغ مخطط (الاسم العلمي:Prionodon linsang) (بالإنجليزية: Banded Linsang)‏ هو نوع من الثدييات يتبع جنس اللنسنغ الآسيوي من الفصيلة الزبادية.